# Daryl Homer
Daryl Homer (Saint Thomas, 16 luglio 1990) è uno schermidore statunitense, specializzato nella sciabola, vincitore di una medaglia d'argento ai Giochi olimpici di Rio de Janeiro 2016 nella sciabola individuale.

## Palmarès
- Giochi olimpici

Rio de Janeiro 2016: argento nella sciabola individuale
- Mondiali

Mosca 2015: argento nella sciabola individuale